# Třída Spica (1934)
Třída Spica byla třída torpédovek Italského královského námořnictva z éry druhé světové války. Celkem bylo postaveno 32 jednotek třídy. Za války jich bylo 23 ztraceno. Dvě byly roku 1940 prodány Švédsku. Ostatní byly vyřazeny do roku 1964.

## Stavba
Ve 30. letech se italské námořnictvo rozhodlo pro stavbu série torpédovek o výtlaku do 600 tun. Tato kategorie plavidel totiž nebyla nijak početně limitována mezinárodními odzbrojovacími dohodami. Oproti torpédoborcům navíc byly levnější a šlo je stavět rychleji. Vznikla elegantní plavidla, která byla obecně považována za povedenou konstrukci. Jejich bojová hodnota však byla limitována slabou protiletadlovou a protiponorkovou výzbrojí. Celkem bylo postaveno 32 jednotek této třídy.
Jednotky třídy Spica:
| Jméno      | Podtřída | Loděnice          | Spuštěna           | Osud |
| ---------- | -------- | ----------------- | ------------------ | --- |
| Astore     | Spica    | BSN, Neapol       | 22. dubna 1934     | Roku 1940 prodána Švédsku. Provozována jako Remus (28). Vyřazen 1958.                                                                           |
| Spica      | Spica    | BSN, Neapol       | 11. března 1934    | Roku 1940 prodána Švédsku. Provozována jako Romulus (27). Vyřazen 1958.                                                                         |
| Canopo     | Climene  | CT, Riva Trigroso | 1. října 1936      | Dne 3. května 1941 potopena britským letectvem.                                                                                                 |
| Cassiopea  | Climene  | CT, Riva Trigroso | 22. listopadu 1936 | Vyřazena 1959. |
| Castore    | Climene  | CNA, Ancona       | 27. září 1936      | Dne 2. června 1943 poblíž pobřeží Kalábrie potopena britským torpédoborcem HMS Jervis a řeckým torpédoborcem Vasilissa Olga.                    |
| Centauro   | Climene  | CNR, Ancona       | 19. února 1936     | Dne 4. listopadu 1942 potopena americkým letectvem.                                                                                             |
| Cigno      | Climene  | CNR, Ancona       | 24. listopadu 1936 | Dne 16. dubna 1943 západně od Sicílie potopena britskými torpédoborci HMS Paladin a HMS Pakenham.                                               |
| Climene    | Climene  | CNR, Ancona       | 7. ledna 1936      | Dne 28. dubna 1943 západně od Sicílie potopena britskou ponorkou HMS Unshaken.                                                                  |
| Aldebaran  | Perseo   | Ansaldo, Janov    | 14. června 1936    | Dne 20. října 1940 poblíž Pirea potopena minou z britské ponorky HMS Rorqual.                                                                   |
| Altair     | Perseo   | Ansaldo, Janov    | 26. července 1936  | Dne 20. října 1940 poblíž Pirea potopena minou z britské ponorky Rorqual.                                                                       |
| Andromeda  | Perseo   | Ansaldo, Janov    | 28. června 1936    | Dne 17. března 1941 u albánského pobřeží potopena britským letectvem.                                                                           |
| Antares    | Perseo   | Ansaldo, Janov    | 23. prosince 1936  | Dne 28. května 1943 potopena americkým letectvem.                                                                                               |
| Perseo     | Perseo   | CNQ, Fiume        | 9. října 1935      | Dne 4. května 1943 poblíž tuniského pobřeží potopena britskými torpédoborci HMS Nubian, HMS Paladin a HMS Petard.                               |
| Sagittario | Perseo   | CNQ, Fiume        | 21. června 1936    | Od roku 1953 testovací plavidlo. Vyřazena 1964.                                                                                                 |
| Sirio      | Perseo   | CNQ, Fiume        | 14. listopadu 1935 | Vyřazena 1959. |
| Vega       | Perseo   | CNQ, Fiume        | 21. června 1936    | Dne 10. ledna 1941 poblíž ostrova Pantelleria poškozena britským křižníkem HMS Bonaventure a následně potopena torpédoborcem HMS Hereward.      |
| Airone     | Alcione  | Ansaldo, Janov    | 23. ledna 1938     | Dne 12. října 1940 potopena poblíž Malty britským křižníkem HMS Ajax.                                                                           |
| Alcione    | Alcione  | Ansaldo, Janov    | 23. prosince 1937  | Dne 11. prosince 1941 poblíž Kréty potopena britskou ponorkou HMS Truant.                                                                       |
| Aretusa    | Alcione  | Ansaldo, Janov    | 6. února 1938      | Vyřazena 1958. |
| Ariel      | Alcione  | Ansaldo, Janov    | 14. března 1938    | Dne 12. října 1940 potopena poblíž Malty britským křižníkem Ajax.                                                                               |
| Calipso    | Alcione  | Ansaldo, Janov    | 29. září 1937      | Dne 5. prosince 1940 potopena minou z britské ponorky Rorqual.                                                                                  |
| Calliope   | Alcione  | Ansaldo, Janov    | 16. dubna 1938     | Vyřazena 1958. |
| Circe      | Alcione  | Ansaldo, Janov    | 29. června 1938    | Dne 27. listopadu 1942 se potopila po kolizi s pomocným křižníkem Citta di Tunisi.                                                              |
| Clio       | Alcione  | Ansaldo, Janov    | 3. dubna 1938      | Vyřazena 1964 |
| Libra      | Alcione  | CNQ, Fiume        | 3. října 1938      | Vyřazena 1964. |
| Lince      | Alcione  | CNQ, Fiume        | 15. ledna 1938     | Dne 4. srpna 1943 poblíž Taranta uvázla na břehu, 28. srpna 1943 ji tam zničila britská ponorka HMS Ultor                                       |
| Lira       | Alcione  | CNQ, Fiume        | 12. listopadu 1937 | V září 1943 potopena vlastní posádkou, vyzvednuta Němci a přejmenována na TA49. Dne 4. listopadu 1944 zničena náletem při opravách v La Spezia. |
| Lupo       | Alcione  | CNQ, Fiume        | 7. listopadu 1937  | Dne 2. prosince 1942 poblíž Kyrenaiky potopena britskými křižníky HMS Aurora, HMS Argonaut a HMS Sirius.                                        |
| Pallade    | Alcione  | BSN, Neapol       | 19. prosince 1937  | Dne 5. srpna 1943 v Neapoli potopena americkým letectvem.                                                                                       |
| Partenope  | Alcione  | BSN, Neapol       | 31. ledna 1937     | Dne 11. září 1943 v Neapoli potopena vlastní posádkou.                                                                                          |
| Pleiadi    | Alcione  | BSN, Neapol       | 5. září 1937       | Dne 31. května 1941 byla v Tobruku poškozena italským letadlem. Definitivně byla vyřazena 14. října 1941 britským letectvem.                    |
| Polluce    | Alcione  | BSN, Neapol       | 24. října 1937     | Dne 4. září 1942 potopena britským letectvem.                                                                                                   |

## Konstrukce

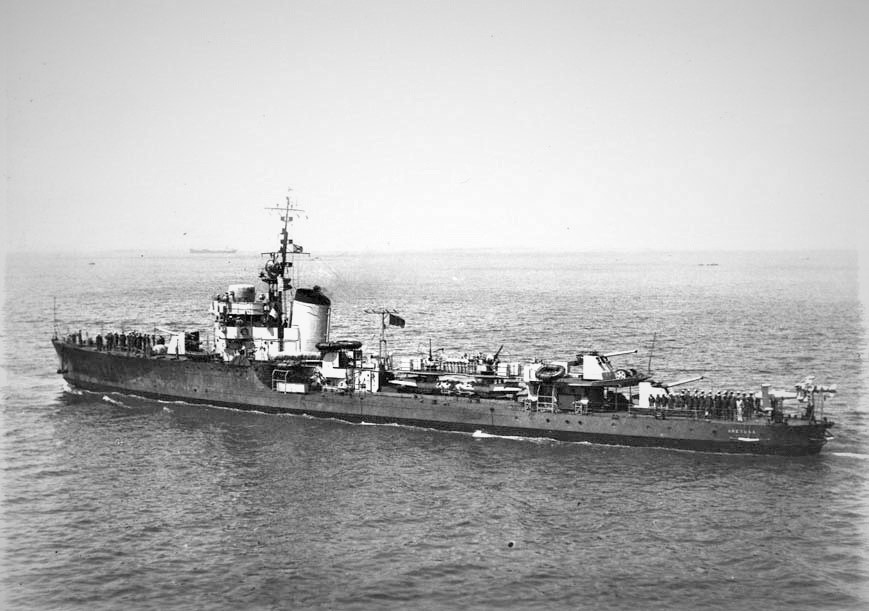
Aretusa

Hlavňovou výzbroj představovaly tři 100mm kanóny, čtyři 40mm kanóny a čtyři 13,2mm kulomety. Dále byly neseny čtyři 450mm torpédomety. Jejich uspořádání se u jednotlivých podtříd lišilo. Část plavidel nesla čtyři jednohlavňové torpédomety, část měla dva jednohlavňové a jeden dvojhlavňový a konečně část nesla dva dvojhlavňové torpédomety umístěné v ose trupu. Toto řešení bylo nejlepší, neboť bylo možné vypustit všechna torpéda na obě strany. K ničení ponorek sloužily dva vrhače hlubinných pum. Všechna plavidla byla vybavena pro nesení min, kterých bylo 18-28 kusů. Pohonný systém tvořily dva kotle Yarrowa dvě parní turbíny Tosi o výkonu 19 000 shp, pohánějící dva lodní šrouby. Plavidlo mělo dvě oddělené kotelny a jednu strojovnu. Nejvyšší rychlost dosahovala 36 uzlů. Dosah byl 1800 námořních mil při rychlosti 15 uzlů.

### Modernizace

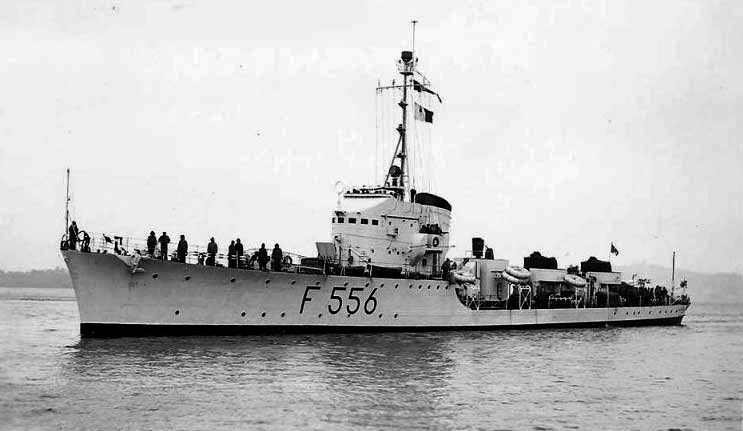
Aretusa po modernizaci na rychlou korvetu

V letech 1939-1941 bylo sjednoceno rozmístění torpédometů na dva dvojité v ose trupu. Na války byla na části plavidlech část 13,2mm kulometů (někdy všechny) nahrazena 20mm kanóny. Obvykle plavidla nesla tři dvojité 20mm kanóny a jeden dvojitý 13,2mm kulomet. Protiponorková výzbroj byla posílena o další dva vrhače, přičemž neseno bylo až 40 hlubinných pum.
Upravována byla také plavidla přeživší světovou válku. Torpédovka Sagittario (F557) byla v letech 1952–1953 upravena na plavidlo sloužící k testování nové výzbroje. Zbývajících šest jednotek, Calliope (F551), Libra (F552), Cassiopea (F553), Sirio (F554), Clio (F555) a Aretusa (F556), bylo v letech 1950–1953 přestavěno na rychlé protiponorkové korvety. Výrazně byla upravena nástavba a plavidla byla vybavena novými radary a sonarem. Novou výzbroj představoval jeden 100mm kanón, čtyři 40mm kanóny a jeden salvový vrhač hlubinných pum Hedgehog. Neseno mohlo být až 20 min. Na konci 50. let byl 100mm kanón nahrazen dalšími dvěma 40mm kanóny.

## Zahraniční uživatelé
Švédsko
- Švédské námořnictvo roku 1940 získalo torpédovky Remus (es Astore) a Romulus (ex Spica), které provozovalo do roku 1958. Plavidla se stala vzorem pro švédské torpédoborce třídy Mode.[4]